# James Browne
James Browne (Whitefield, Perthshire, 1793 — abril de 1841) foi um intelectual e homem de letras britânico.
Foi educado em Edinburgh e na Universidade de St. Andrews, onde estudou teologia. Em 1826 tornou-se membro da Faculty of Advocates, e obteve o grau de "doutor em leis" do King's College, em Aberdeen.
Foi editor do jornal escocês Caledonian Mercury em 1827 e, dois anos depois, tornou-se sub-editor da 17ª edição da Encyclopædia Britannica, para a qual contribuiu com um grande número de artigos.